# Ixchela abernathyi
Ixchela abernathyi är en spindelart som först beskrevs av Willis J. Gertsch 1971.  Ixchela abernathyi ingår i släktet Ixchela och familjen dallerspindlar. Inga underarter finns listade i Catalogue of Life.